# Heliconia rodriguezii
Heliconia rodriguezii là một loài thực vật có hoa trong họ Heliconiaceae. Loài này được F.G.Stiles mô tả khoa học đầu tiên năm 1982.